# 11 janvier 1992
Le samedi 11 janvier 1992 est le 11e jour de l'année 1992.

## Naissances
- Audien, musicien américain
- Brianna Perry, rappeuse américaine
- Dani Carvajal, footballeur espagnol
- Fatima Sana Shaikh, actrice indienne
- Filip Bradarić, footballeur croate
- Mark Pysyk, hockeyeur sur glace canadien
- Patrick Martins Vieira, joueur de football brésilien
- Sonja Milanović, joueuse bosnienne de volley-ball

## Décès
- David Hambartsumyan (né le 24 juin 1956), plongeur soviétique
- Georg Benick (né le 2 juillet 1901), entomologiste allemand
- Jean Claudio (né le 28 mars 1927), acteur français
- Lucien Tostain (né le 10 novembre 1909), athlète français

## Événements
- Algérie:
  - Annulation du second tour des élections législatives après le succès du FIS en Algérie : les militaires (janviéristes)  s’emparent du pouvoir.
  - Démission du président algérien Chadli Bendjedid.
- Découverte des astéroïdes (17494) Antaviana, (9357) Venezuela et (9605) 1992 AP3
- Sortie du jeu vidéo Super Adventure Island